# وادي الفضة (العراق)
وادي الفضة أحد وديان العراق يقـع ضمن الحدود الإدارية لقضاء مخمور التابع إلى محافظة نينوى شمال العراق
الجزء الجنوبي من حوض الوادي يمتد ضمن الحدود الإدارية لناحية الزاب التابعة لمحافظة كركوك، ومن الشرق تشترك حدوده مع أودية فرعية صغيرة بالقرب مـن مسـتقرة جديدة، ومن الغرب تحده ثلاثة مسـتقرات تل الفارة ويارمجه ورواله، ويتجه من الشمال نحو الجنوب ليصب في نهر الزاب الأسفل جنوب غرب مستقره شميط بحدود 3كم تقريباً، ويبلغ طولهُ 65كم، ومسـاحتهُ 624كم2 .